# Ignacio Lara
Ignacio Andrés Lara Castillo (Talca, Chile, 7 de junio de 1996) es un futbolista chileno. Juega como lateral izquierdo en Deportes Recoleta  de la Primera B de Chile.

## Clubes
| Club              | País  | Año       |
| ----------------- | ----- | --------- |
| Rangers           | Chile | 2014-2015 |
| San Luis          | Chile | 2016-2021 |
| Rangers           | Chile | 2022      |
| Deportes Recoleta | Chile | 2023-Act. |